# Friedrich Tieck
Christian Friedrich Tieck (født 14. august 1776 i Berlin, død 24. maj 1851 sammesteds) var en tysk billedhugger. Han var broder til digteren Ludwig Tieck.
Tieck var fra 1797 elev af Johann Gottfried Schadow og sluttede sig til dennes kunstretning, der snart fordunkledes af den Rauchske; men han studerede også en tre års tid i Paris under David, rejste derfra til Weimar, 1812 til Rom og vendte 1819 tilbage til Berlin. Tieck stod i venskabsforhold til Goethe, hvis buste han gentagne gange har modeleret (blandt andet for Walhalla), og som skaffede ham arbejde med udsmykningen af slottet i Weimar. I Berlin blev han 1820 akademiprofessor. Her skabte han Hestetæmmerne (1829, Altes Museums attika), talrige arbejder for Schauspielhaus (gavlfeltet m. v.) og andre. Tiecks hovedvirksomhed var dog portrætkunsten: Frederik Vilhelm II (Neuruppin), buster af Schelling og mange andre til Walhalla ved Regensburg, statuer af Iffland (Schauspielhaus), Schinkel (Berlinmuseets forhal) m. v. I Ny Carlsbergs Glyptotek i København ses hans gipsbuste af billedhuggeren Rauch. 